# Quintín Chiarlone
Quintín Chiarlone y Gallego del Rey (Madrid, 31 de octubre de 1814 - íd. 7 de julio de 1874) fue un farmacéutico, historiador de la Farmacia, enólogo, periodista y académico de número de la Real Academia Nacional de Medicina.

## Biografía
Se licenció en Farmacia en marzo de 1836 y en 1846 se doctoró. En 1847, en colaboración con Carlos Mallaina y Gómez, publicó Historia de la Farmacia, cuya tercera edición muy ampliada data de 1875. También publicó diversas obras sobre enología y cultivo de la vid y sobre las alteraciones de las sustancias orgánicas después de muertas. Colaboró en La Linterna Mágica difamando el falso prestigio alcanzado por la homeopatía, por lo que fue denunciado a los tribunales, e incluso fue retado a duelo por Valero, editor de El Centinela de la Homeopatía. Dirigió El Restaurador Farmacéutico fundado en 1844 por Pedro Calvo Asensio, también farmacéutico, con quien animó una célebre tertulia del Partido Progresista en su rebotica, a la cual asistieron Martín de los Heros, Fermín Caballero, Modesto Lafuente, Miguel Puche, Francisco y Diego Amorós López, Pedro Calvo Asensio, Pascual Madoz y alguna que otra vez Salustiano Olozaga, así como los priores de Atocha y Santo Tomás. Fue vicepresidente del Colegio de Farmacéuticos de Madrid, vocal de la Junta de Sanidad y en 1861 ingresó en la Real Academia de Medicina, en cuya Comisión de Farmacopea participó activamente. Colaboró en la redacción de las Ordenanzas de Farmacia que se promulgaron en 1860. Fue concejal progresista del Ayuntamiento de Madrid y diputado provincial más tarde, llegando a ejercer de presidente de la Diputación Provincial de Madrid entre el 3 de septiembre de 1869 y el 16 de febrero de 1871.. Viajó por Europa asistiendo a reuniones y congresos y visitando museos de París o Londres. Falleció el 7 de julio de 1874 en su domicilio de Madrid y donó su biblioteca y archivo a la Real Academia de Medicina.

## Obra
- Con Carlos Mallaina, Ensayo sobre la historia de la Farmacia Madrid: Imprenta de Santiago Saunaque, 1847. 2.ª ed. bajo el título de Historia de la Farmacia, Madrid: Imprenta de José María Ducazcal, 1865 y una tercera muy aumentada: Historia critico-literaria de la farmacia, Madrid: Ofic. Tip. del Hosp. 1875.
- Tratado sobre el cultivo de la vid y la elaboración de los vinos, fundado en lo que aconseja la teoría, establece la práctica é indica la naturaleza..., Madrid, imp. de La Iberia, á cargo de M. Rojas, 1858; tercera edición en Madrid: Imprenta de José María Ducazcal, 1862.
- Biografía de Agustín Yáñez y Girona, individuo del Colegio de farmacéuticos de Madrid, Madcrid: Imprenta de Manuel de Rojas, 1857.
- Biografía de don Antonio Moreno, Manuel A. Gil, 1852